# Robert Langs (stavitel)
Robert Langs (1843–1914) byl stavitel a stavební projektant působící na konci 19. a na počátku 20. století v Ústí nad Labem. Významnými zakázkami byl pověřován ze strany tehdejšího vedení Rakouského spolku pro chemickou a hutní výrobu.  
Langs byl původně ve službách presidenta správní rady Spolku barona Riese-Stallburga, který ho jako schopného mladíka dal na konci 50. let 19. století k dispozici nově založené firmě. V ústecké továrně po 40 let (do roku 1911) vedl stavební oddělení (Bauabteilung), byl tak u projektů řady továrních budov postavených v historizujícím, pseudogotickém stavebním slohu. V letech 1868-1900 byl i náčelníkem podnikových hasičů.
Některé veřejné realizace:
- Schaffnerova vila, Ústí nad Labem, 1874, ve stylu tudorovské neogotiky (projekt Hans Miksch),[3][4]
- "Stará" správní budova Rakouského spolku pro chemickou a hutní výrobu, Ústí nad Labem, 1893–1895, v neogotickém stylu,[5]
- Dělnický azyl (Azylový dům, Asylhaus), Ústí nad Labem, 1882–1907, v neogotickém stylu.[6]

Robert Langs byl od roku 1901 nositelem Zlatého záslužného kříže. Je vyobrazen mezi postavami na nástěnném obrazu Josefa Reinera v hale staré správní budovy Spolchemie.

## Galerie

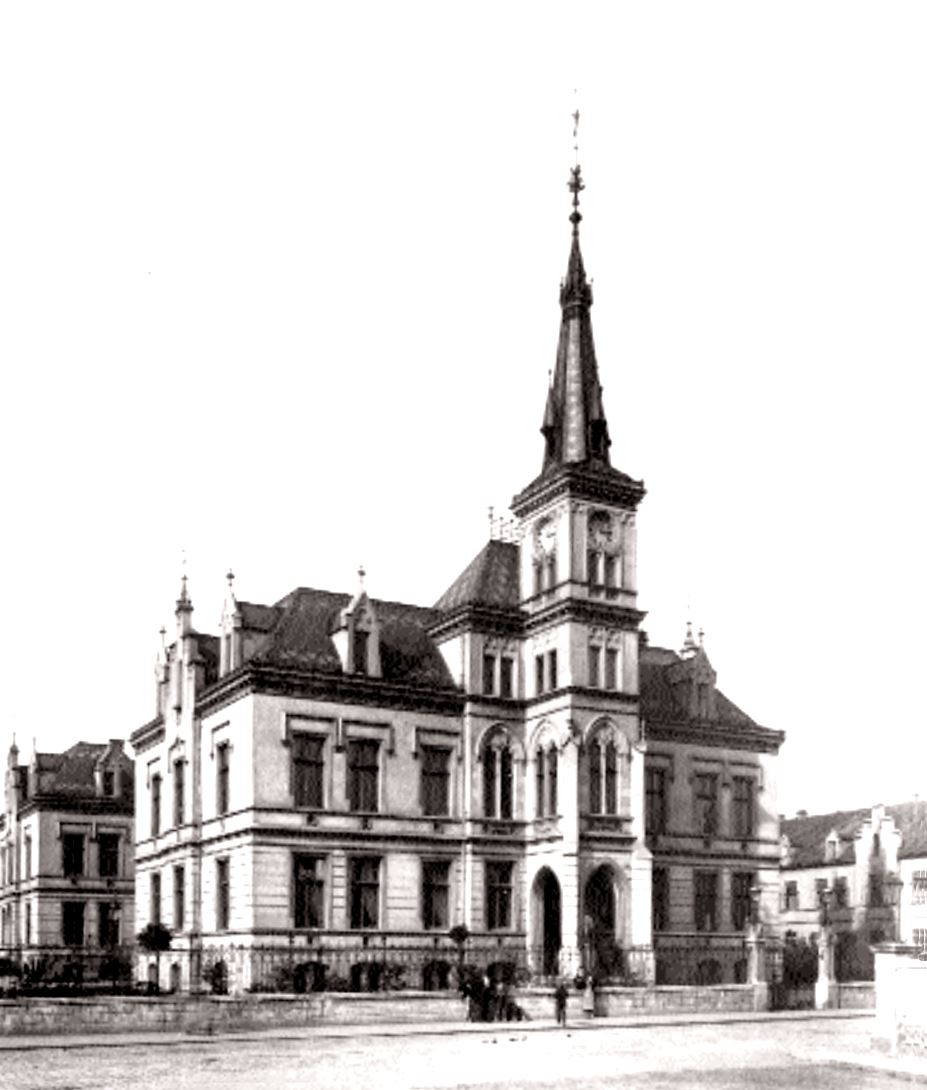
Stará správní budova Spolku pro chemickou a hutní výrobu Ústí nad Labem, jižní průčelí
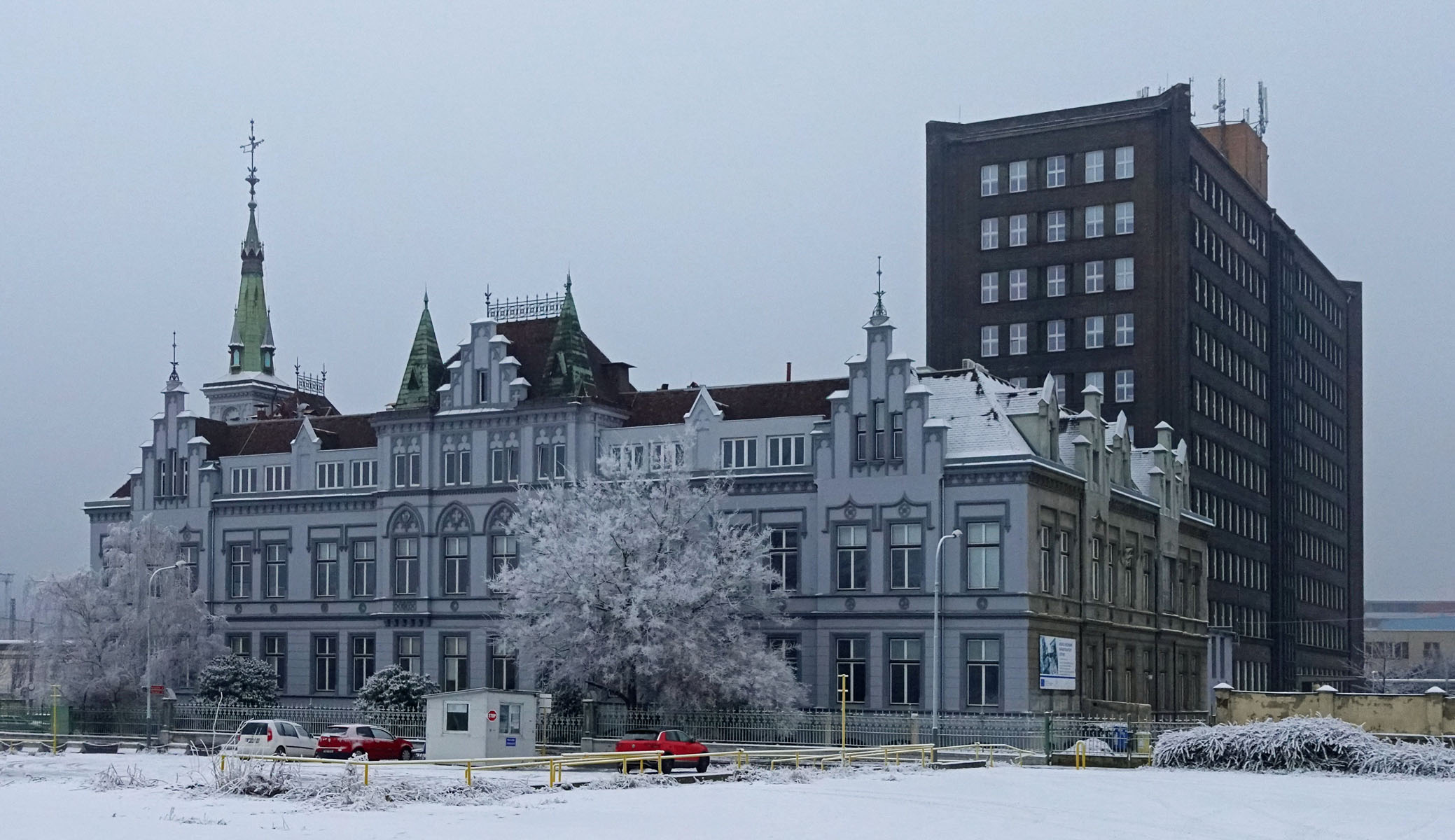
Východní průčelí Langsovy správní budovy Spolku

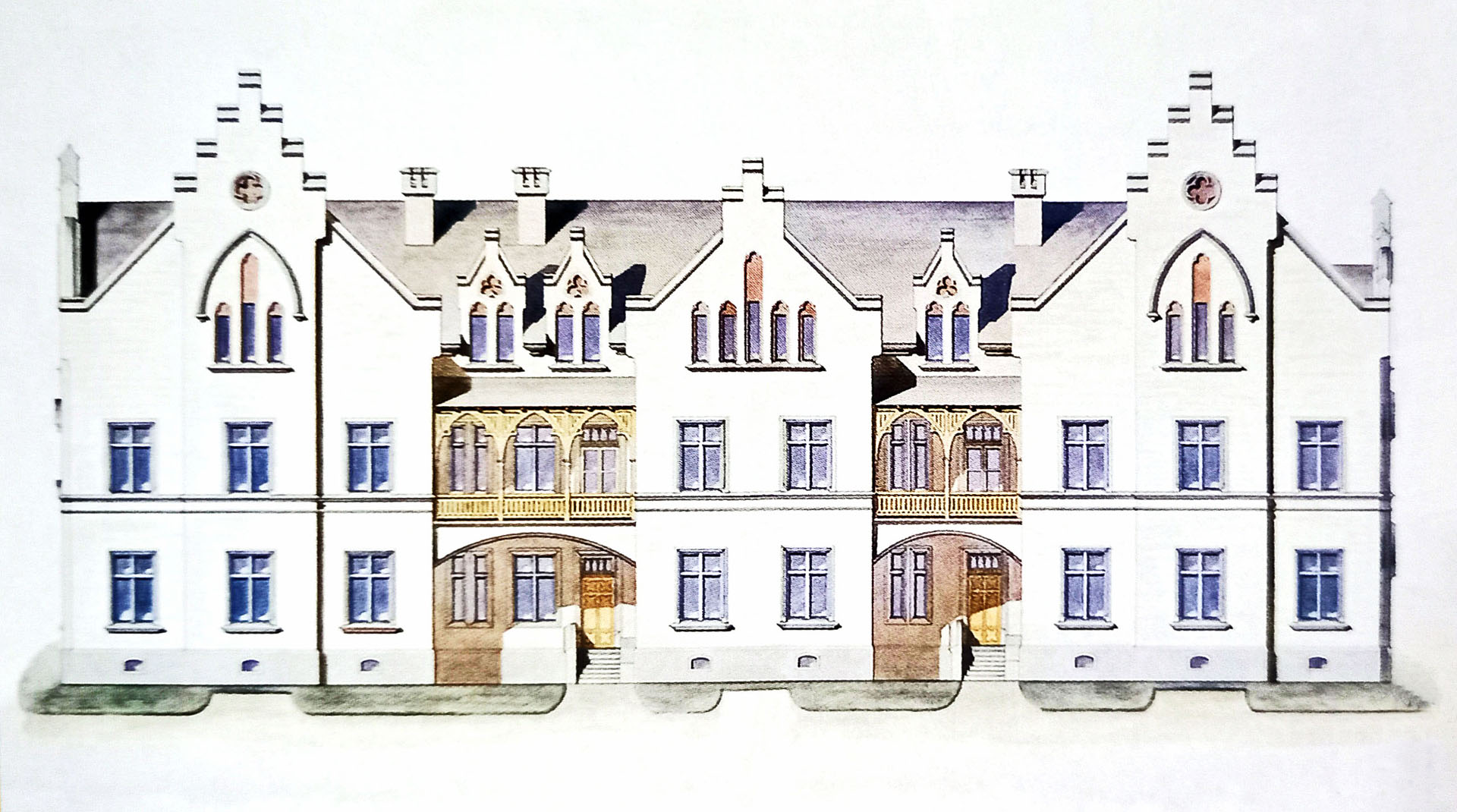
Asylhaus, součást někdejšího komplexu podnikových obytných domů v ústeckém Novém městě, Jižní průčelí, repro stavebního výkresu
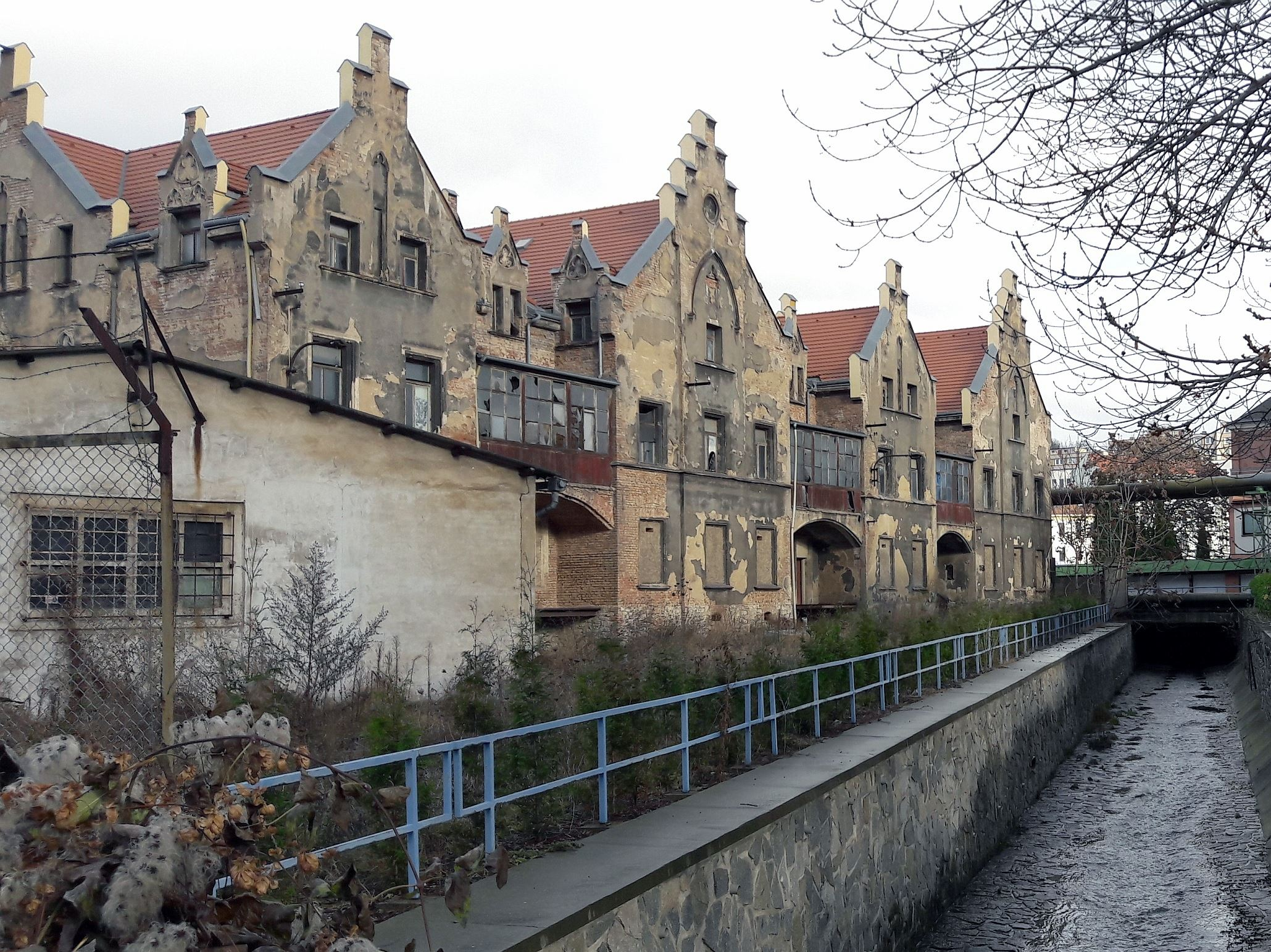
Asylhaus - původně domov pro přestárlé zaměstnance Spolku, R.Langs ca. 1900. Dnes v areálu městských služeb Ústí/L, stav 2016
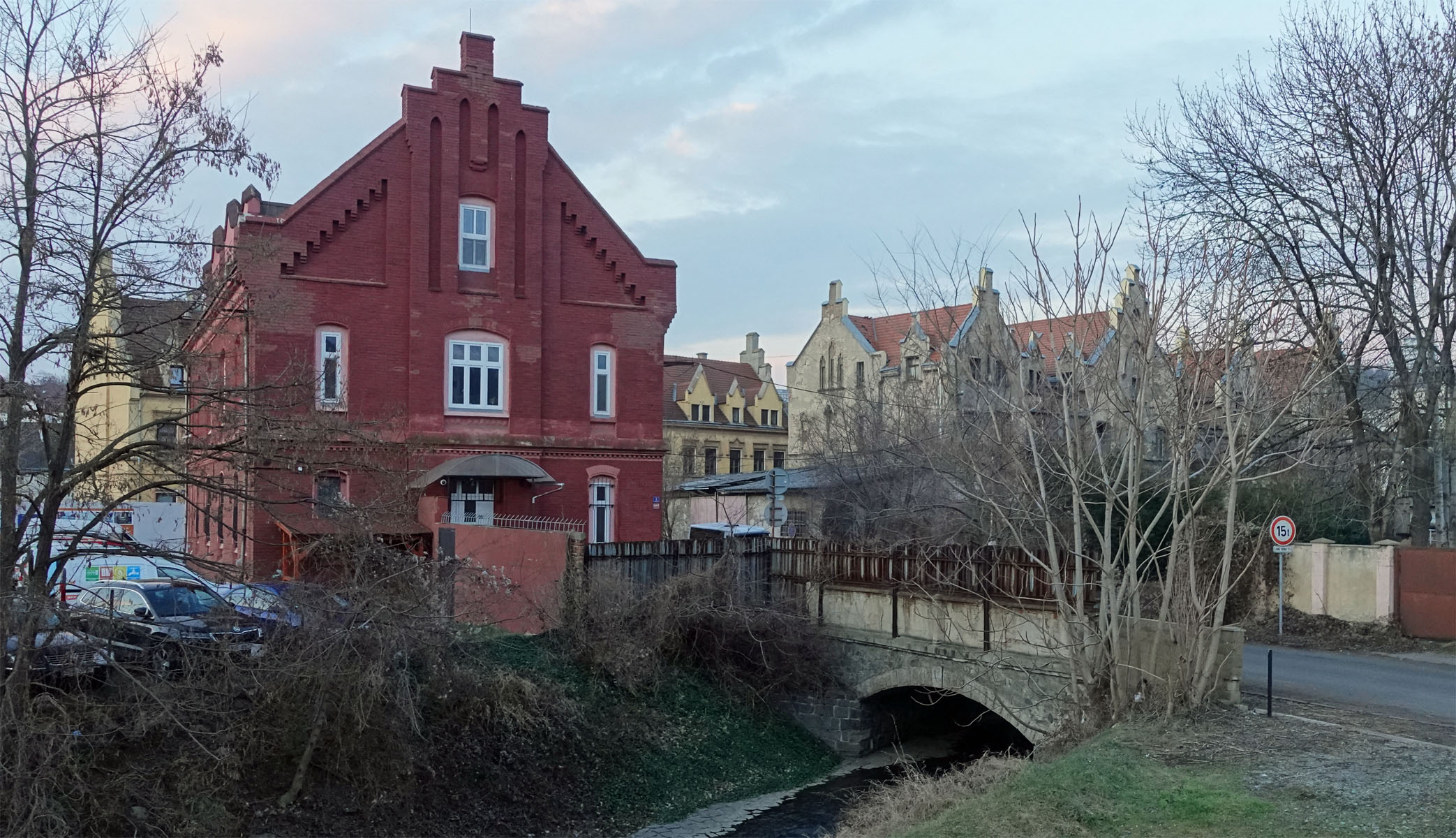
Někdejší zaměstnanecká kolonie Spolku, přelom 19. a 20.století. Vlevo a v pozadí mistrovské domy, vpravo Asylhaus